# Елвер Рахимич
Елвир Рахимич е босненски футболист и треньор. Най-известен е като футболист на ЦСКА Москва. Той е първият чужденец, изиграл 250 мача в шампионата на Русия.

## Клубна кариера
Играл е в родината си за Славен и ФК Босна, а по-късно и в словенския Интерблок. През 1999 г. преминава в Анжи. Помага на дагестанците да се класират във Висшата дивизия. През 2001 г. със съотборника си Предраг Ранджелович преминават в ЦСКА Москва. Рахимич дебютира в дербито със Спартак от 17 кръг на първенството. Първия си гол вкарва в началото на 2002 г. в мач срещу Алания Владикавказ. Налага се като основен опорен полузащитник в тима.
Рахимич печели пет пъти титлата на Русия с „армейците“, 7 пъти Купата на Русия и 5 пъти Суперкупата на страната. През 2005 г. печели Купата на УЕФА.
След като Валери Газаев напуска треньорския пост на ЦСКА в края на 2008 г., Рахимич играе второстепенна роля в състава. На 2 декември 2010 г. изиграва своят мач 330 за ЦСКА. През януари 2013 става помощник-треньор на Леонид Слуцкий в ЦСКА. След края на сезон 2013/14 слага край на кариерата си.

## Треньорска кариера
Между 2013 и 2015 г. е помощник-треньор в ЦСКА Москва. След това преминава на работа в школата на клуба. Между 2018 и 2019 г. е помощник-треньор в националния отбор на Босна и Херцеговина. От 2021 г. отново е помощник в тима на своята страна като става част от щаба на Ивайло Петев.

## Успехи
- Шампион на Русия – 2003, 2005, 2006, 2012/2013, 2013/2014
- Руска Първа дивизия – 1999
- Купа на Русия – 2001/2002, 2004/2005, 2005/2006, 2007/2008, 2008/2009, 2010/2011, 2012/2013
- Суперкупа на Русия – 2004, 2006, 2007, 2009, 2013
- Купа на УЕФА – 2005